# Serra da Capivara Nationalpark
Serra da Capivara Nationalpark (portugisisk: Parque Nacional Serra da Capivara) er en nationalpark i den nordøstlige del af Brasilien. Nationalparken har et areal på 1291,4 kvadratkilometer. I området er fundet mange forskellige forhistoriske artefakter og malerier, og parken blev oprettet for at beskytte disse. Videnskabelige undersøgelser bekræfter, at Capivarabjergkæden, som ligger i parken, var tæt befolket i den præcolumbianske periode.
Serra da Capivara Nationalpark blev i 1991 optaget på UNESCOs Verdensarvsliste.
8°40′00″S 42°33′00″V / 8.6667°S 42.55°V